# ТМСпецмаш
ТОВ «ТМСпецмаш» — науково-виробниче підприємство машинобудівної промисловості у Києві. Засноване у 2001 році. Компанія спеціалізується на виробництві ущільнювальних матеріалів із терморозширеного графіту для трубопровідної арматури, насосної і компресорної техніки. 
Основні види продукції: плетені сальникові набивки з терморозширеного графіту, ПТФЕ, араміда, вуглеводу та інших, прокладки, фольга.
Загальна кількість працівників становить 43 особи.